# Willem Verhulst (Kollaborateur)
Willem Verhulst (* 10. Juli 1898 in Antwerpen; † 1975 ebenda) war ein flämischer Nationalist und Offizier der flämischen SS.

## Biografie
Verhulst erblindete bereits als Kind auf einem Auge. Er besuchte die Grundschule in Antwerpen und zeigte sich schon früh antibelgisch und antifranzösisch.
Er studierte während des Ersten Weltkriegs an der Gartenbauschule in Gent und später an der Gartenbauschule in Vilvoorde, wo er die Groeningerwacht kennenlernte, eine aktivistische Jugendgruppe. Hier freundete er sich mit Hendrik Elias an, dem späteren Führer der rechtsextremen, 1933 gegründeten Partei Vlaams Nationaal Verbond (VNV) Dennoch war Verhulst zu dieser Zeit eher anarchistisch gesinnt und zeigte beispielsweise auch Interesse am Kommunismus.
Am Ende des Ersten Weltkriegs begann er eine Beziehung mit der deutlich älteren und verheirateten Jüdin Elza Meissner. Das Paar zog nach Den Haag, wo sie heirateten; Elza starb bereits in den 1920er Jahren. In zweiter Ehe heiratete er 1927 die Niederländerin Mientje Wijers, die bereits während seiner ersten Ehe seine Geliebte war. In den 1930er Jahren zog das Paar nach Belgien und Verhulst begann als Vertreter eines Elektrizitätsunternehmens zu arbeiten. Er betätigte sich politisch und schloss sich der rechtsradikalen VNV an, von der er sich abwandte, als diese eine Annäherung an die französischsprachige rechtsextreme Partei Rex anstrebte.
„Als 1940 die Deutschen im Zuge der Westoffensive in Belgien einmarschierten, ging für Verhulst ein Traum in Erfüllung. Er wurde begeisterter SS-Mann und denunzierte Hunderte von Landsleuten als angebliche «Reichsfeinde»“. Die flämische SS ernannte ihn zum Offizier und entlohnte ihn reichlich; so bezog er 1942 ein Haus in Patershol, einem historischen Viertel im Zentrum von Gent. Offiziell wurde er von der deutschen Besatzung zum Direktor des Genter Radiovertriebs ernannt, in Wirklichkeit war er aber ein V-Mann, ein Spitzel, der Listen mit Namen von deutschfeindlichen Belgiern und Belgierinnen erstellte sowie von Menschen jüdischer Herkunft oder mit kommunistischer Gesinnung. Diese Listen waren die Grundlage für Verfolgung, Verhaftung, Deportation in die KZ, Folter und Mord.
Mientje, eine streng gläubige Protestantin, hatte keinerlei Verständnis für den Nationalsozialismus und untersagte ihm, eine Büste von Adolf Hitler im Wohnzimmer aufzustellen sowie im Haus in SS-Uniform herumzulaufen. Mit ihr hatte er drei Kinder, aber auch eine neue Geliebte namens Griet Latomme. Mientje blieb dennoch bei ihm – trotz seiner rechtsextremen Aktivitäten und seiner Geliebten. Sie starb 1968. Danach heiratete er Griet Latomme, die bis zu ihrem Tod als flämische Rechtsradikale bekannt war.
Bei Kriegsende verbrannte Verhulst seine Unterlagen und floh nach Hannover. Er wurde verhaftet und war von 1945 bis 1947 inhaftiert. 1947 wurde er als Volksverräter zum Tode verurteilt, was durch Gnadenurteil vom 22. Mai 1950 in eine lebenslange Haftstrafe umgewandelt wurde. Bereits 1953 kam er wieder auf freien Fuß und inszenierte sich als bestrafter Idealist. Er war ohne Einkommen und es schlug ihm der Hass der Genter Bevölkerung entgegen. Er arbeitete wieder als Verkäufer und Handelsvertreter. Nach seinem Tod wollte er neben seiner ersten Frau Elza begraben werden.